# Anita Palmero

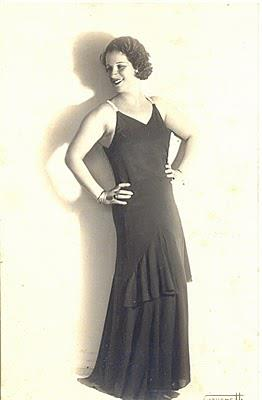
Anita Palmero (1940)

Anita Palmero (Ana Palmero; * 16. September 1902 in Ronda, Provinz Málaga, Spanien; † 11. Januar 1987 in Buenos Aires) war eine spanisch-argentinische Tangosängerin und Schauspielerin.

## Leben
Palmero begann ihre Laufbahn als Coupletsängerin in Gibraltar und in Casablanca, wo ihre Familie zu der Zeit lebte. 1925 schloss sie sich einer Varietégruppe an, mit der sie im Theater Romea in Madrid auftrat. Bald darauf unternahm sie als Tonadillera eine Tournee durch Mexiko und Kuba und kam schließlich nach Buenos Aires. Dort lernte sie José Razzano, den Agenten Carlos Gardels kennen, mit dem sie eine lange währende Affäre hatte.
Von Razzano gefördert debütierte sie 1930 bei Radio Argentina. Mit Gardels Gitarristen José Ricardo nahm sie den Tango Botarate, die Walzer Encantadora und Ilusión marina und den Pasodoble El niño de las monjas auf. Sie trat in Theatern und Kinos auf und nahm 1931 an der La fiesta del tango im Teatro Colón teil, bei der Libertad Lamarque zur Reina del tango gekürt wurde.
1933 trat sie bei Radio Splendid auf, danach bei Radio Prieto (neben Santiago Devin, Tania, Alberto Vila und Edgardo Donato) und Radio Argentina, wo sie 1934 jeweils regelmäßige Sendungen hatte. Nach dem dramatischen Ende ihrer (zweiten) Ehe mit dem Schauspieler Lalo Harbin, der sich mit dem Kauf von Rennpferden ruinierte und sie mit zwei Schüssen verletzte, zog sich Palmero für kurze Zeit vom Showbusiness zurück, bis sie 1939 erneut bei Radio El Mundo auftrat.
In den 1940er Jahren lebte sie fünf Jahre in Brasilien. Nach ihrer Rückkehr nach Buenos Aires trat sie 1948 am Teatro Cervantes als Doña Agustina Rosas de Mansilla in David Peñas Stück La divisa punzó auf. Als Filmschauspielerin wirkte sie u. a. in Luis Bayón Herreras Fúlmine (1949) und Enrique Cahen Salaberrys El ladrón canta boleros (1950) mit. Ihre Erfahrungen mit Lalo Harbin sind Gegenstand ihrer Milonga Burrero seco. 1963 beendete Palmero ihre Laufbahn.